# Årungen

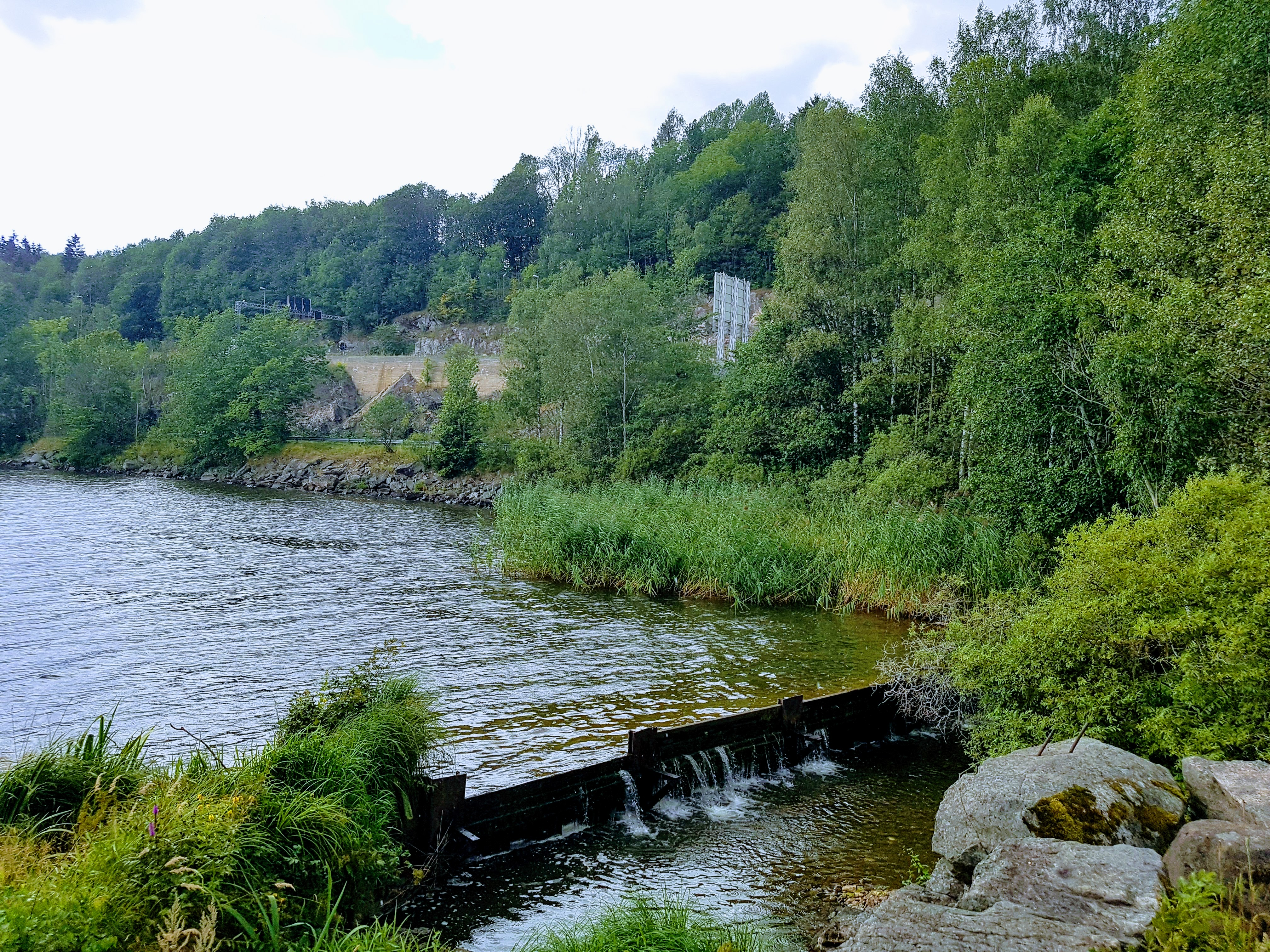
Der Årungen-See von Nordwesten aus gesehen

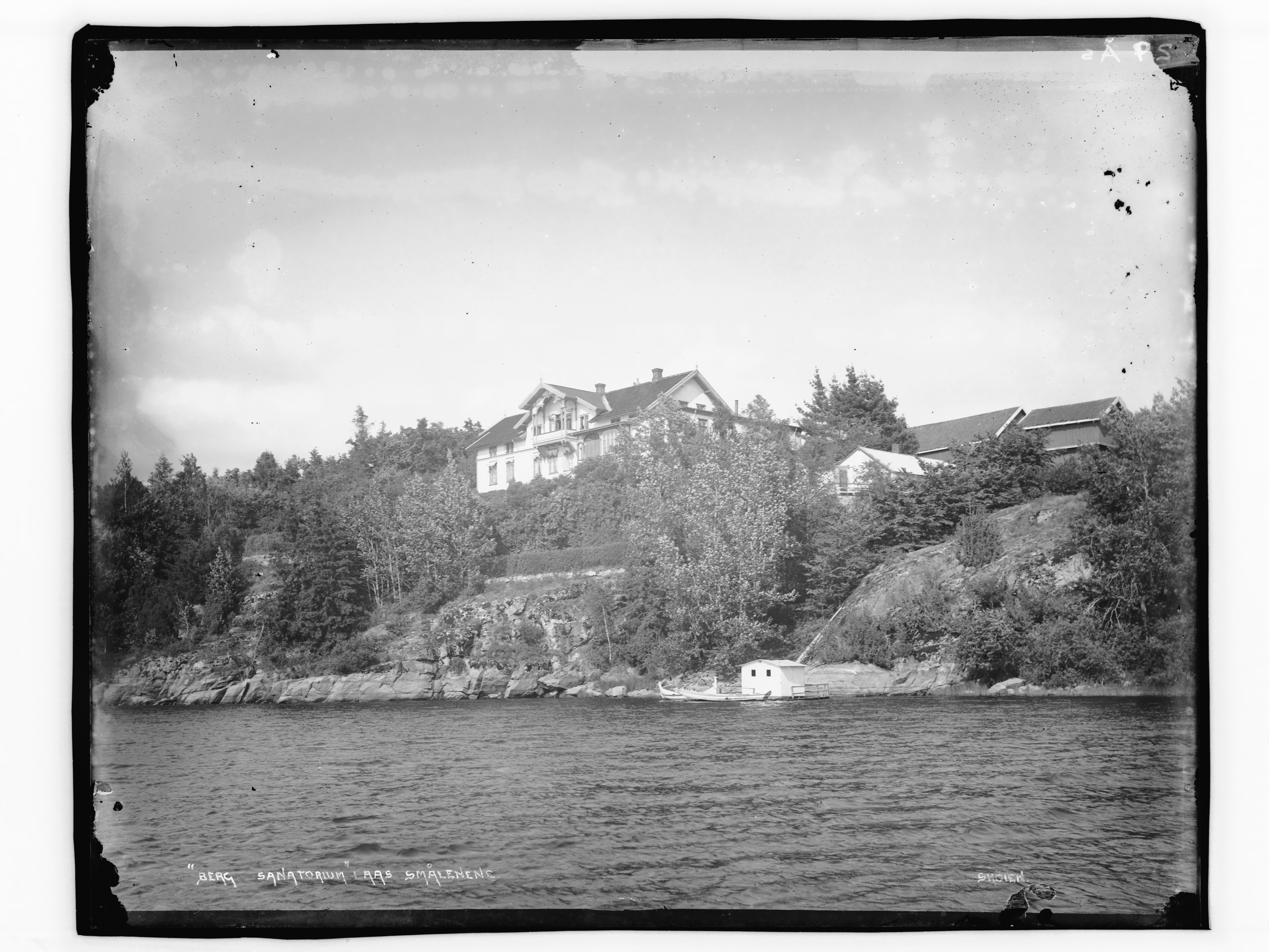
Das Berg-Sanatorium am Årungen in Aas Smålenene Skøien (um 1900)

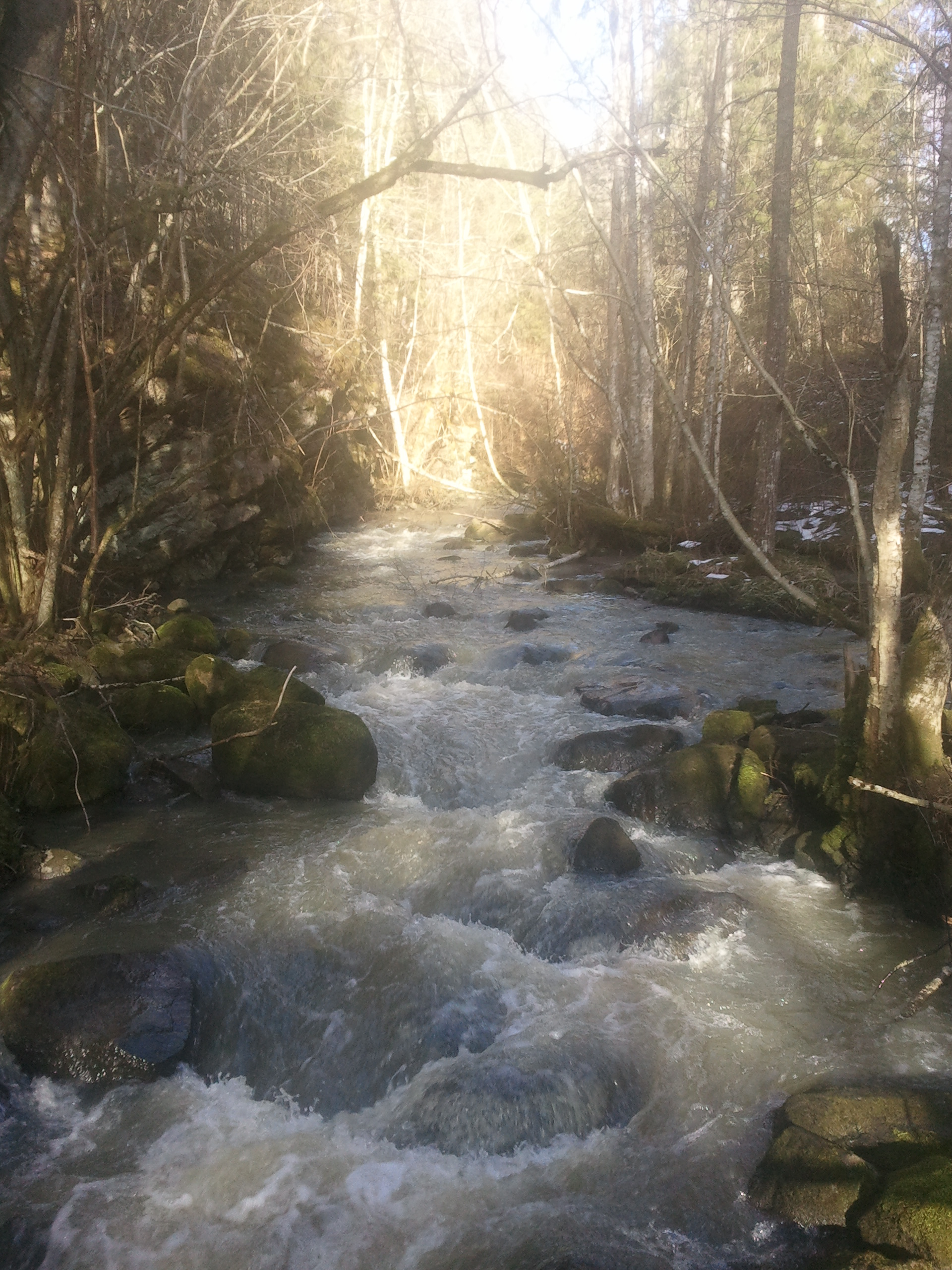
Syverudbekken, ein Zufluss des Årungen

Årungen ist ein See in Norwegen in der Gemeinde Ås etwa 29 km südlich von Oslo. Der See liegt auf einer Höhe von ca. 34 m und erstreckt sich über die beiden Gemeinden Ås und Frogn der Region Akershus. Die Fläche beträgt 1,17 km². Zu seinem Einzugsgebiet gehören der östlich gelegene kleinere See Østensjøvannet (Fläche 0,33 km²) und eine Reihe kleinerer Bäche (Syverudbekken, Norderåsbekken, Smedbølbekken u. a.). Er entwässert über den Fluss Årungselva nach Norden in den Bunnefjord. Die folgenden Berge bzw. Hügel sind am Årungen zu finden:
- Kaksrudåsen
- Nymøllåsen
- Tjuåsen

Das Klima ist kontinental. Die Durchschnittstemperatur beträgt 4 °C. Der wärmste Monat ist der Juli mit 16 °C und der kälteste der Januar mit −9 °C.
Einen Kilometer südlich des Sees liegt die norwegische Universität für Umwelt- und Biowissenschaften.

## Sport und Freizeit
Das Ostufer des Sees wurde mit Spazierwegen und Picknickplätzen ausgestattet (zwischen den Zuflüssen Syverudbekken und Norderåsbekken).
Nördlich davon bei Syverrud, ebenfalls auf der Ostseite des Sees, befindet sich das norwegische Nationalzentrum für Rudern (Årungen Rostadion riksanlegg) und der Årungen Ruder- und Kajak-Klub (Årungen Ro- og Kajakklubb).
Der Årungen war 1993 Austragungsort der Junioren-Weltmeisterschaften im Rudern.

## Ökologie
Der See ist reich an Fischen, darunter Hechte, Barsche, Rotaugen und Aale.
Das Wasser des flachen Sees ist nährstoffreich. Der Zufluss aus der Landwirtschaft eutrophiert den See und birgt jedes Jahr im Sommer ein hohes Risiko für Algenblüte giftiger Blaualgen (Cyanobakterien). Es werden ständig Versuche unternommen, die Wasserqualität zu verbessern, und die Lage hat sich in den letzten Jahren auch verbessert (Stand 2010).
Die Feuchtgebiete am südlichen Ende des Sees (u. a. Korsegårdsmåsan) sind ein wichtiger Bestandteil der örtlichen Fauna und Flora mit mehreren rotgelisteten Arten.
Im Schlamm des Sees wurden evolutionsbiologisch interessante Mikroben der Gattung Collodictyon nachgewiesen. Norwegische Wissenschaftler untersuchen diese Lebewesen seit zwei Jahrzehnten (Stand 2012) und vermuten, dass sie zu den ältesten Eukaryoten gehören und daher Hinweise auf deren Ursprung liefern könnten.

## Etymologie
Der erste Teil des Namens könnte sich von norwegisch ǫlr ‚Erle‘ ableiten, die Endung -ungen (nordisch -ungr) ist ein übliches Suffix in Seenamen in Norwegen, z. B. Sandungen ‚See mit Sand‘ oder Øyungen See mit Inseln.
Das würde bedeuten, dass Årungen „See, an dem Erlen wachsen“ bedeutet.